# Fujiwara no Tokihira
Fujiwara no Tokihira (jap. 藤原 時平; ur. 871, zm. 26 kwietnia 909) – japoński polityk i dworzanin, żyjący w okresie Heian.

## Życiorys
Po śmierci swojego ojca, Mototsune Fujiwary, w wieku 21 lat został głową rodziny. Ze względu na to, że cesarz Uda nie obsadzał stanowiska kampaku, ograniczając wpływy Fujiwarów i dopuszczając do głosu pomniejsze rodziny arystokratyczne, Tokihira nigdy go nie dostał. Jednakże w 891 roku Tokihirze została nadana ranga sangi (doradcy cesarskiego). 
W 897 roku cesarzem został Daigo, który kontynuował wolę ojca, ograniczając rolę rodu Fujiwara. 
W 899 roku Tokihira został ministrem lewej strony (sadaijin), a urząd ministra prawej strony (udaijin) sprawował uczony Michizane Sugawara. Każdy, kto nie był z rodu Fujiwarów, stanowił zagrożenie. W 900 roku Tokihira uknuł przebiegły plan przeciwko Michizane. Oskarżył go o spiskowanie przeciwko cesarzowi. Jego plan się powiódł i w 901 roku Michizane został skazany na honorowe zesłanie jako tymczasowy gubernator wyspy Kiusiu (Kyūshū), gdzie zmarł. Tokihira zmarł w 909 roku.
Tokihira Fujiwara zajmował się kodyfikacją prawa. Opracowywał m.in. kodeks Engi-shiki. Ze względu na przedwczesną śmierć nie ukończył go jednak. Został zastąpiony przez swojego brata, Tadahirę. 